# Berglesdorf
Berglesdorf ist ein Gemeindeteil des Marktes Steinwiesen im Landkreis Kronach (Oberfranken, Bayern).

## Geographie
Das Dorf bildet mit Neufang im Norden eine geschlossene Siedlung. Beide Orte liegen auf einem Höhenrücken. Die Kreisstraße KC 21 führt nach Neufang (0,7 km nördlich) bzw. nach Steinwiesen zur Staatsstraße 2207 (2,5 km südöstlich). Ein Anliegerweg führt nach Kübelberg (1,5 km südlich).

## Geschichte
Gegen Ende des 18. Jahrhunderts bestand Berglesdorf aus 6 Anwesen (1 Zweidrittelhof, 5 Halbhöfe). Das Hochgericht übte das bambergische Centamt Kronach aus. Die Grundherrschaft über die Anwesen hatte das Seniorat von Waldenfels inne.
Mit dem Ersten Gemeindeedikt wurde Berglesdorf dem 1808 gebildeten Steuerdistrikt Neufang und der 1818 gebildeten Ruralgemeinde Neufang zugewiesen. Am 1. Mai 1978 wurde Berglesdorf im Zuge der Gebietsreform in Bayern in die Gemeinde Steinwiesen eingegliedert.

### Baudenkmäler
- Kreuzkapelle

- Haus Nr. 1: Eingeschossiger Wohnstallbau mit Satteldach, 18. Jahrhundert, der Wohnteil ist ein verschieferter Blockbau, der Stallteil ist massiv, teils aus Sandsteinquadern, teils erneuert. Auf der Hofseite befinden sich profilierte Balkenköpfe.[5] Das Haus listete Tilmann Breuer in dem Buch Landkreis Kronach von 1964 mit seiner ursprünglichen Hausnummer als Kunstdenkmal auf. Es wird in der Denkmalschutzliste nicht geführt, da es entweder nicht aufgenommen, abgebrochen oder stark verändert wurde.

### Einwohnerentwicklung
| Jahr      | 001818 | 001861 | 001871 | 001885 | 001900 | 001925 | 001950 | 001961 | 001970 | 001987 |
| Einwohner | 41     | 64     | 70     | 57     | 52     | 60     | 65     | 64     | 101    | *      |
| Häuser    | 6      |        |        | 9      | 10     | 10     | 13     | 16     |        | *      |
| Quelle    | [ 4 ]  | [ 7 ]  | [ 8 ]  | [ 9 ]  | [ 10 ] | [ 11 ] | [ 12 ] | [ 13 ] | [ 14 ] | [ 15 ] |

## Religion
Der Ort ist römisch-katholisch geprägt und nach St. Laurentius (Neufang) gepfarrt.